# Gedinne
Gedinne (en wallon Djedene) est une commune francophone de Belgique située en Région wallonne dans la province de Namur, ainsi qu'une localité où siège son administration.

## Géographie
La commune est délimitée à l’ouest par la frontière France-Belgique qui la sépare du département des Ardennes. Elle est bordée au nord-est par la province de Luxembourg. L’étang de Boiron se trouve dans la commune de Gedinne.

### Sections
| #    | Nom                  | Superficie. (km²) | Habitants (2020) | Habitants par km² | Code INS |
| ---- | -------------------- | ----------------- | ---------------- | ----------------- | -------- |
| I    | Gedinne              | 19,74             | 1.238            | 63                | 91054A   |
| II   | Louette-Saint-Denis  | 9,90              | 312              | 32                | 91054B   |
| IV   | Houdremont           | 11,35             | 237              | 21                | 91054C   |
| III  | Louette-Saint-Pierre | 9,90              | 312              | 32                | 91054D   |
| VIII | Rienne               | 16,09             | 700              | 44                | 91054E   |
| IX   | Willerzie            | 23,44             | 316              | 13                | 91054F   |
| X    | Bourseigne-Neuve     | 14,83             | 116              | 8                 | 91054G   |
| XI   | Bourseigne-Vieille   | 6,88              | 118              | 17                | 91054H   |
| XII  | Vencimont            | 8,64              | 505              | 58                | 91054J   |
| VII  | Sart-Custinne        | 12,24             | 167              | 14                | 91054K   |
| V    | Patignies            | 8,48              | 295              | 35                | 91054L   |
| VI   | Malvoisin            | 5,01              | 382              | 76                | 91054M   |

### Communes limitrophes
| Givet (fr)    | Beauraing         | Daverdisse |
| Hargnies (fr) | Gedinne           |            |
|               | Vresse-sur-Semois | Bièvre     |

Houyet, Rochefort, Bièvre Beauraing, Wellin, Daverdisse, Givet, Fromelennes et Hargnies.

## Démographie

### Démographie: Avant la fusion des communes
- Source: DGS recensements population

### Démographie: Commune fusionnée
En tenant compte des anciennes communes entraînées dans la fusion de communes de 1977, on peut dresser l'évolution suivante:
Les chiffres des années 1831 à 1970 tiennent compte des chiffres des anciennes communes fusionnées.
- Source: DGS , de 1831 à 1981=recensements population; à partir de 1990 = nombre d'habitants chaque 1 janvier[1]

## Héraldique
|  | La commune possède des armoiries qui lui furent officiellement octroyée le 6 octobre 1994. Aucune des 12 communes fusionnées le 1er janvier 1977 ne possédaient d'armoiries. Dès lors il était nécessaire d'en créer des nouvelles. Les armoiries actuelles sont celles de la famille d'Orchimont, Seigneurs de Gedinne avant 1676. Les terres leur avaient été prêtées par les Ducs de Bouillon. C'est pourquoi les couleurs sont celles de Bouillon. Blasonnement : De gueules à la bande coticée d'argent. - Arrêté de l'exécutif de la communauté : 6 octobre 1994 Source du blasonnement : Armorial des communes de la province de Namur. |

## Politique et administration

### Conseil et collège communal 2024-2030
Ci-dessous, le tableau des résultats des élections communales de 2024.
| Parti | Parti        | Voix (2024) | Voix (2018) | % (2024) | % (2018) | +/-   | Sièges | +/- | Collège |
| ----- | ------------ | ----------- | ----------- | -------- | -------- | ----- | ------ | --- | ------- |
|       | GEDInamise   | 1.358       | -           | 43,81%   | -        | 0.0 % | 6 / 15 | 6.0 | Non     |
|       | GEDINNE2024  | 1.742       | -           | 56,19%   | -        | 0.0 % | 9 / 15 | 9.0 | Oui     |
|       | ECOLO & MC   | -           | 512         | -        | 15,73%   | 0.0 % | - / 15 | 2.0 | Non     |
|       | Aux12GEDIoui | -           | 725         | -        | 22,28%   | 0.0 % | - / 15 | 3.0 | Non     |
|       | GEDINNE 2018 | -           | 1.649       | -        | 50,68%   | 0.0 % | - / 15 | 9.0 | Non     |
|       | HORIZON 2018 | -           | 368         | -        | 11,31%   | 0.0 % | - / 15 | 1.0 | Non     |
| Total | Total        | 3 100       | 3 254       | 100 %    | 100 %    |       | 15     |     |         |

| Collège communal   |                  |                           |
| ------------------ | ---------------- | ------------------------- |
| Bourgmestre        | Magali Bihain    | GEDINNE2024               |
| 1er Échevin        | Vincent Massinon | MR - GEDINNE2024          |
| 2e Échevin         | Julien Grandjean | Les Engagés - GEDINNE2024 |
| 3e Échevin         | Philippe Jeanty  | GEDINNE2024               |
| Présidente du CPAS | Amélie Mathieu   | GEDINNE2024               |

## Patrimoine et culture

### Monuments
Sur le territoire de la commune de Gedinne a été érigée en 2001 la Tour du Millénaire (dite encore Tour de Gedinne), spectaculaire belvédère, à deux pas de la frontière française. Cette tour d'observation domine le plateau de la Croix-Scaille, domaine boisé de 9 000 ha, qui fut un haut lieu de la Résistance en 1944. En raison de malfaçons au moment de sa construction et d'un manque de maintenance, les troncs de pin Douglas servant de base à l'édifice ont été attaqués par des insectes et des champignons et l'édifice, qui avait coûté 750 000 euros a dû être abattu. La tour est maintenant reconstruite depuis l'année 2012.

### Vie socio-culturelle
La commune de Gedinne se distingue par un réseau associatif particulièrement dense pour le nombre d'habitants: de nombreux clubs sportifs (foot, volley, basket, badminton…), de nombreuses chorales (une chorale paroissiale dans presque chacun des douze villages, et deux chorales profanes), une harmonie, une académie de musique, un club de danse, un club de scrabble duplicate, une troupe de théâtre, un conseil culturel et même un véritable cinéma, géré par une équipe de jeunes.
Tous les étés, la Jeunesse de Gedinne organise des soirées dansantes en plein air, qui figurent parmi les plus grandes du genre en Belgique.

## Enseignement
Gedinne pouvait se targuer de proposer un enseignement secondaire général complet. L'Institut Notre-Dame est cependant fermé malgré les nombreuses voix de protestation qui s'étaient élevées. Tout a été transféré à Beauraing, commune voisine distante d'une vingtaine de kilomètres.

## Galerie

Vues de la commune.
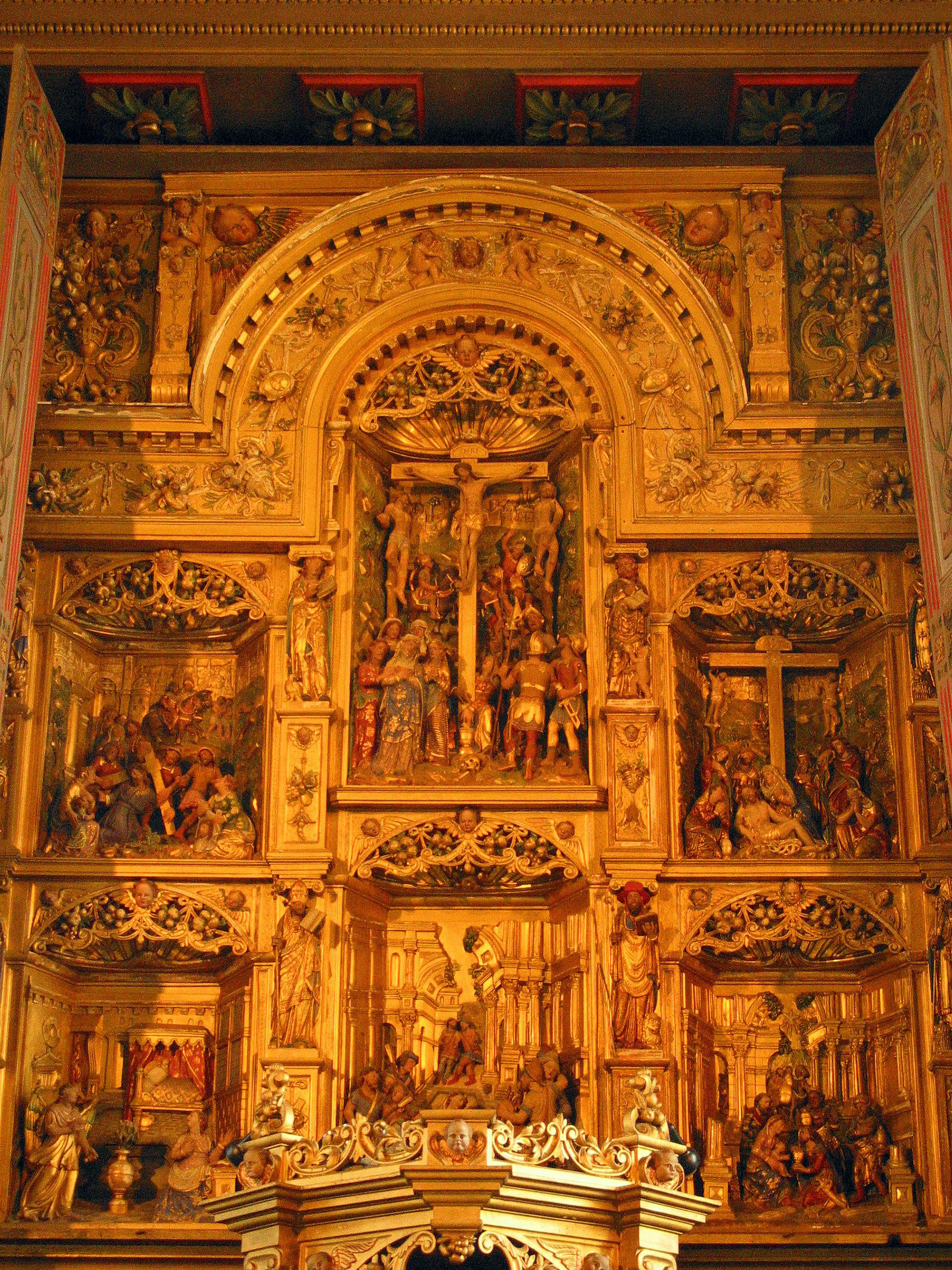
Retable en chêne doré (XVIe siècle).
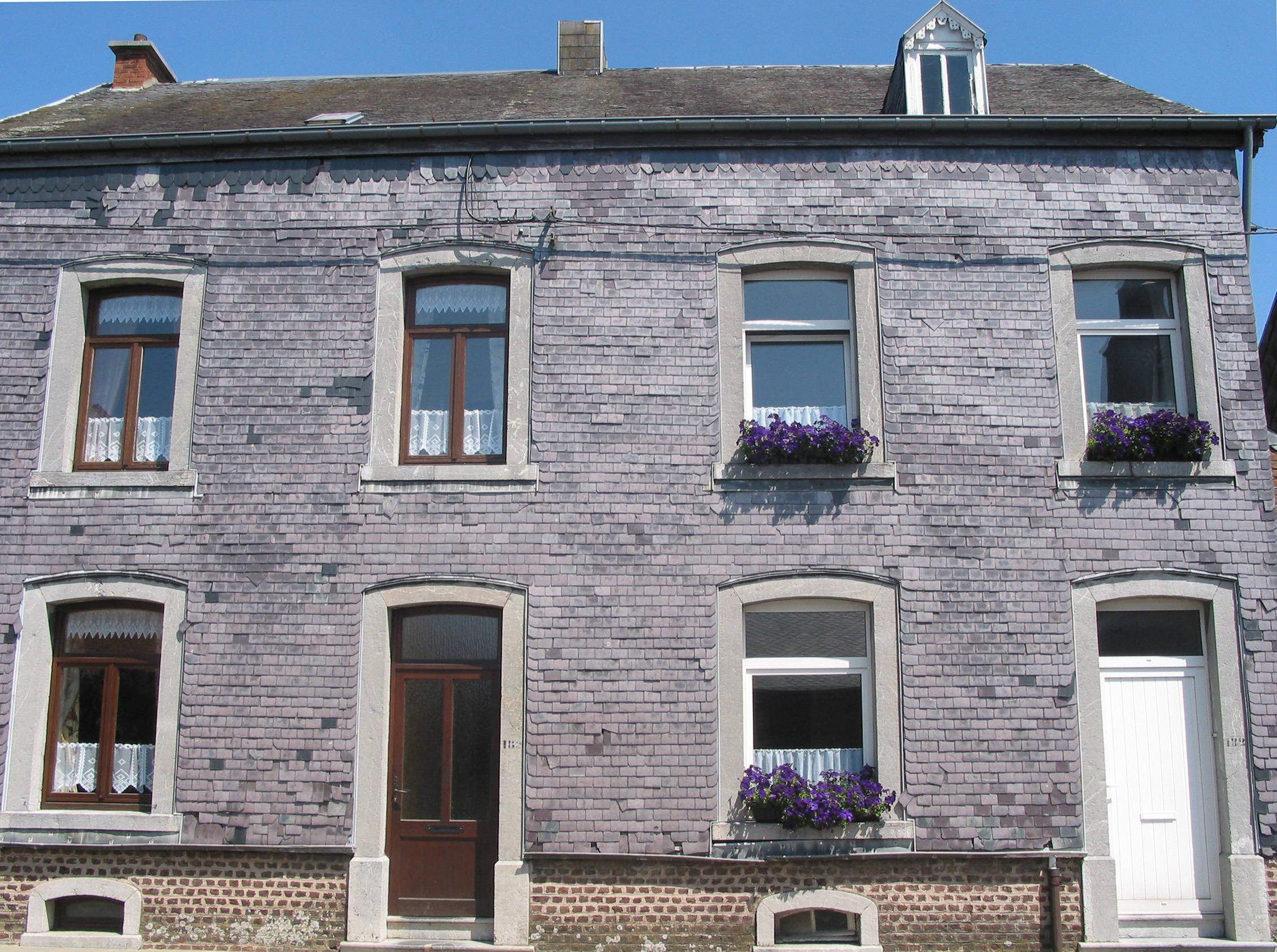
Maison typique couverte d'ardoises.
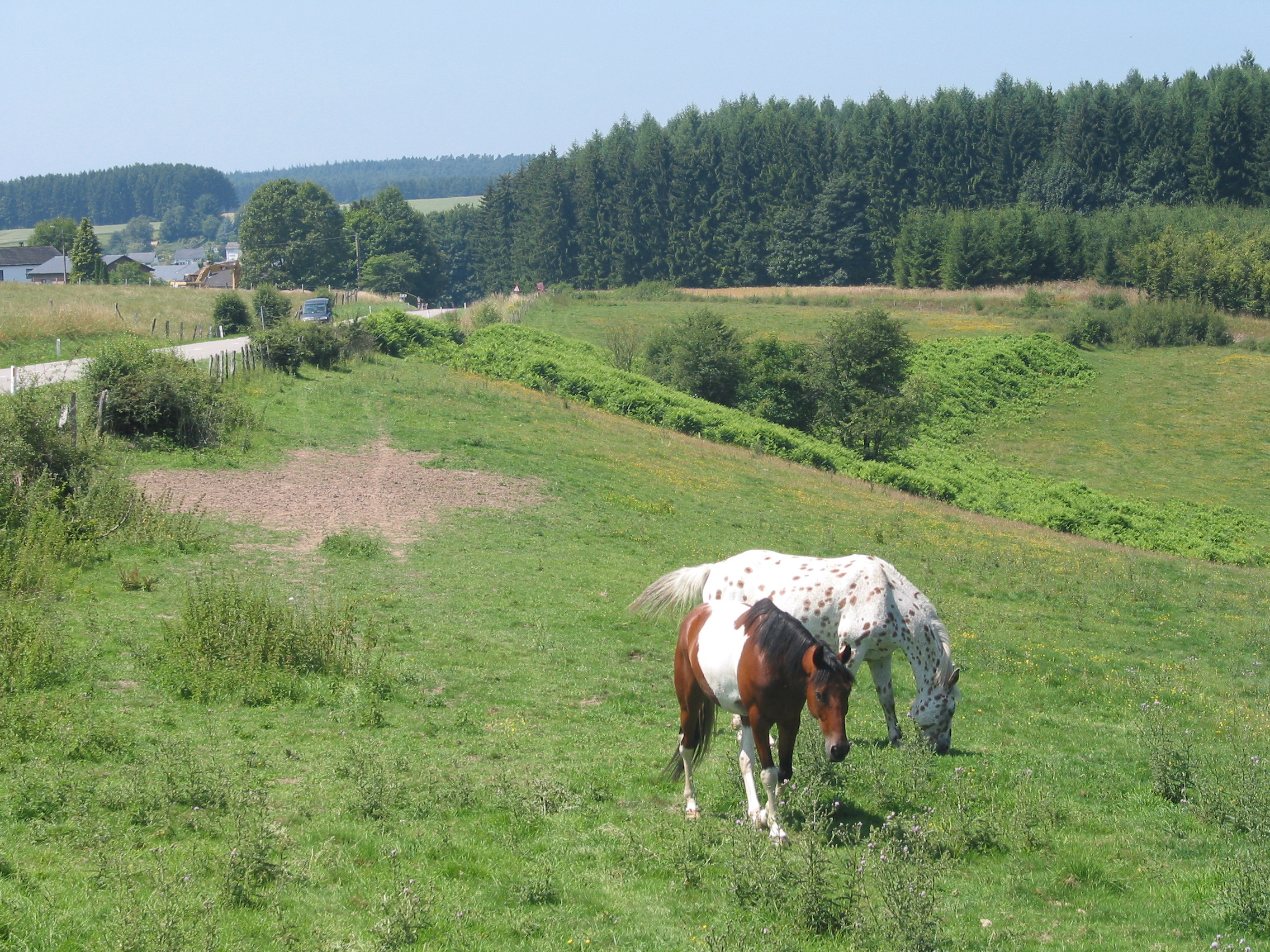
Prés le long de la route de Beauraing.
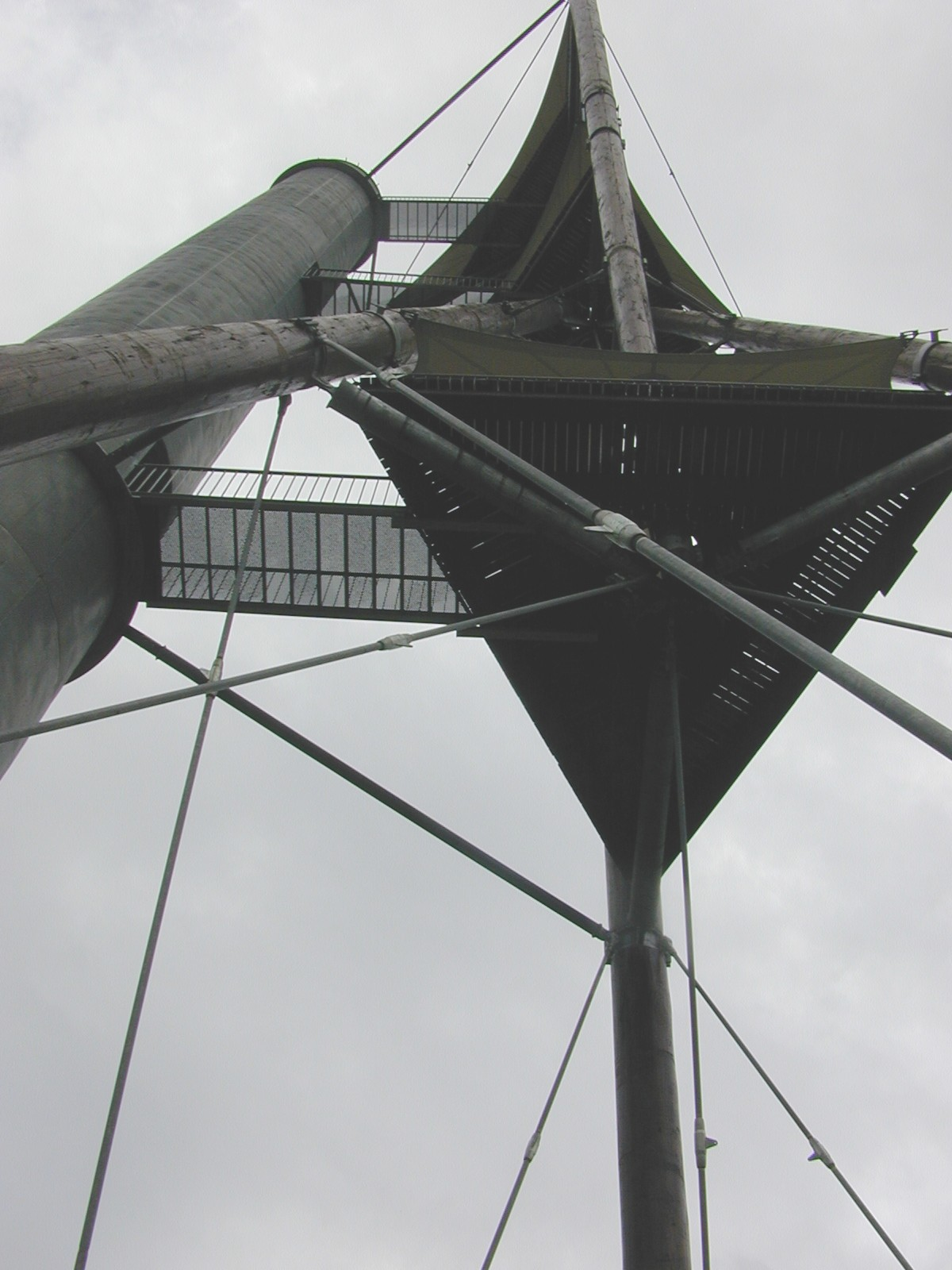
Tour du millénaire.
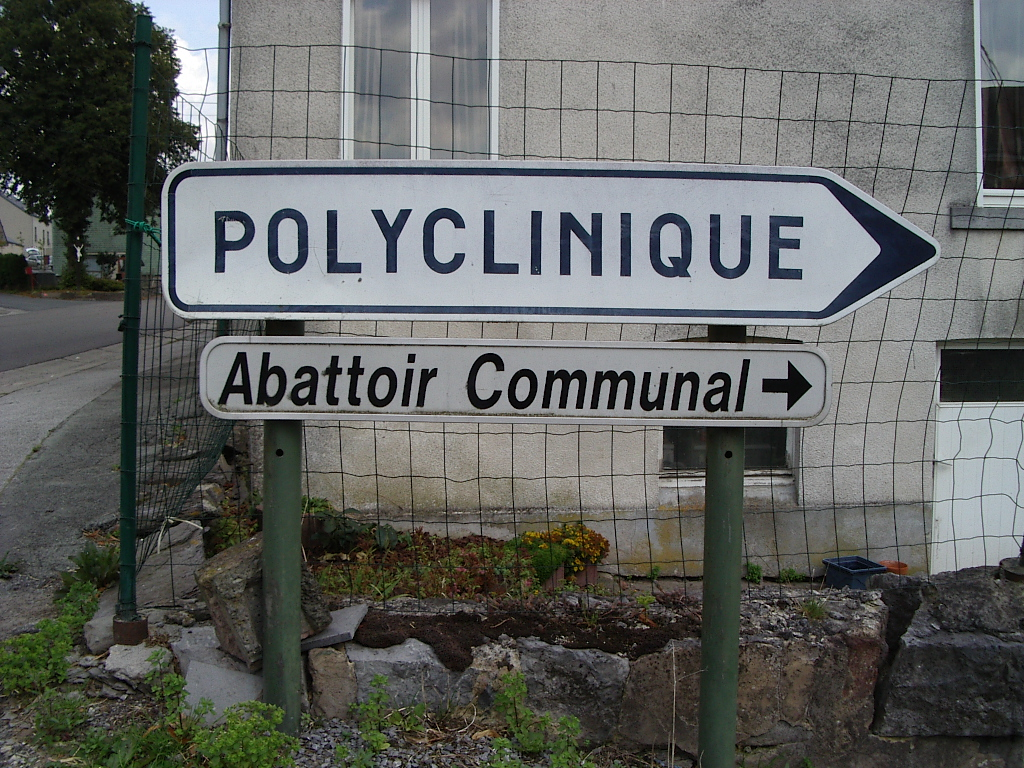
Signalisation anecdotique.

## Personnalités liées à Gedinne
- Joseph Gillain, dit Jijé (1914-1980), dessinateur, peintre et auteur de bandes dessinées y est né.
- Louis Godart (1945-), archéologue et philologue, est né à Bourseigne-Vieille, fusionné avec Gedinne en 1977.